# Ebbe Sadolin
Ebbe Sadolin, född den 19 februari 1900 i Frederiksberg, död där den 4 november 1982, var en dansk författare, tecknare och keramiker. Han var son till Frode Sadolin.

## Biografi
Sadolin studerade i grafisk skola under Aksel Jørgensen 1935-1936. Han debuterade som målare vid 19 års ålder, men gjorde året därpå mest ritningar till vaser, skålar och bordsporslin för framställning i porslin och stengods.
Sadolin var sedan 1927 knuten till Bing & Grøndahl, där han bland annat ritade serviser. Han är också skapare av ett av Danmarks äldsta filmpriser, Bodilpriset.
Han var från 1935 anställd som tidningstecknare i Berlingske Tidende. Han har med sina lätta, eleganta linjer och illustrerat många böcker, bland annat Palle Laurings Rejse i Norge (1949) och sina egna reseskildringar, Vandringar, i olika länder och städer.
För svensk publik är han mest känd som illustratör. Han var aldrig socialt engagerad men gav med sina böcker om vandringar i staden en fri och mycket detaljerad skildring av dess arkitektoniska profil som grunden för livet på gatan och dessa böcker är mycket populära. Sadolin finns representerad vid bland annat Nationalmuseum i Stockholm.